# Яворів (Калуський район)
Я́ворів — село Долинської громади Калуського району Івано-Франківської області України.
Фактично є північно-західним передмістям міста Долина.

## Історія
У 1939 році в селі проживало 710 мешканців (640 українців, 30 латинників, 10 євреїв і 30 німців та інших національностей).
Указом Президії Верховної Ради УРСР 23 жовтня 1940 р. Яворівська сільська рада передана з Вигодського району до Долинського.

## Населення

### Мова
Розподіл населення за рідною мовою за даними перепису 2001 року:
| Мова       | Кількість | Відсоток |
| ---------- | --------- | -------- |
| українська | 1036      | 99.52%   |
| російська  | 5         | 0.48%    |
| Усього     | 1041      | 100%     |

## Сучасність
В селі розташовано два храми. Перший храм належить громаді УПЦ-КП, а другий УГКЦ.
В селі є бібліотека.